# Nucleoplasma
Il nucleoplasma è una matrice gelatinosa presente all'interno del nucleo, ricca di acqua e contenente ioni, proteine, enzimi e nucleotidi. Al suo interno sono presenti gli acidi nucleici (DNA e RNA) diffusi nell'area nucleare, detti cromatina.
La sintesi degli RNA e la loro maturazione avvengono in numerosi siti sparsi in tutto il nucleoplasma.
La cromatina nel nucleo di cellule in crescita, si presenta in due distinte porzioni.
Una di queste è formata da fibre despiralizzate e prende il nome di eucromatina, l'altra porzione costituita da granuli formati da addensamenti compatti di fibre spiralizzate, prende il nome di eterocromatina.
Al microscopio la prima si presenta chiara e la seconda più scura.
Durante la divisione cellulare la massa cromatinica si addensa dando origine a strutture formate da proteine e acido deossiribonucleico (DNA), dette cromosomi. La porzione liquida e solubile del nucleoplasma si chiama nucleosol.